# Alfons Schwegmann
Alfons Schwegmann (* 30. August 1942 in Osnabrück) ist ein deutscher Politiker (SPD).
Er rückte in der 13. Wahlperiode des Niedersächsischen Landtags am 4. Februar 1998 für die verstorbene Ilse Lübben nach und gehörte diesem bis zum Ende der Wahlperiode im gleichen Jahr an.